# Leonstein (Klam)

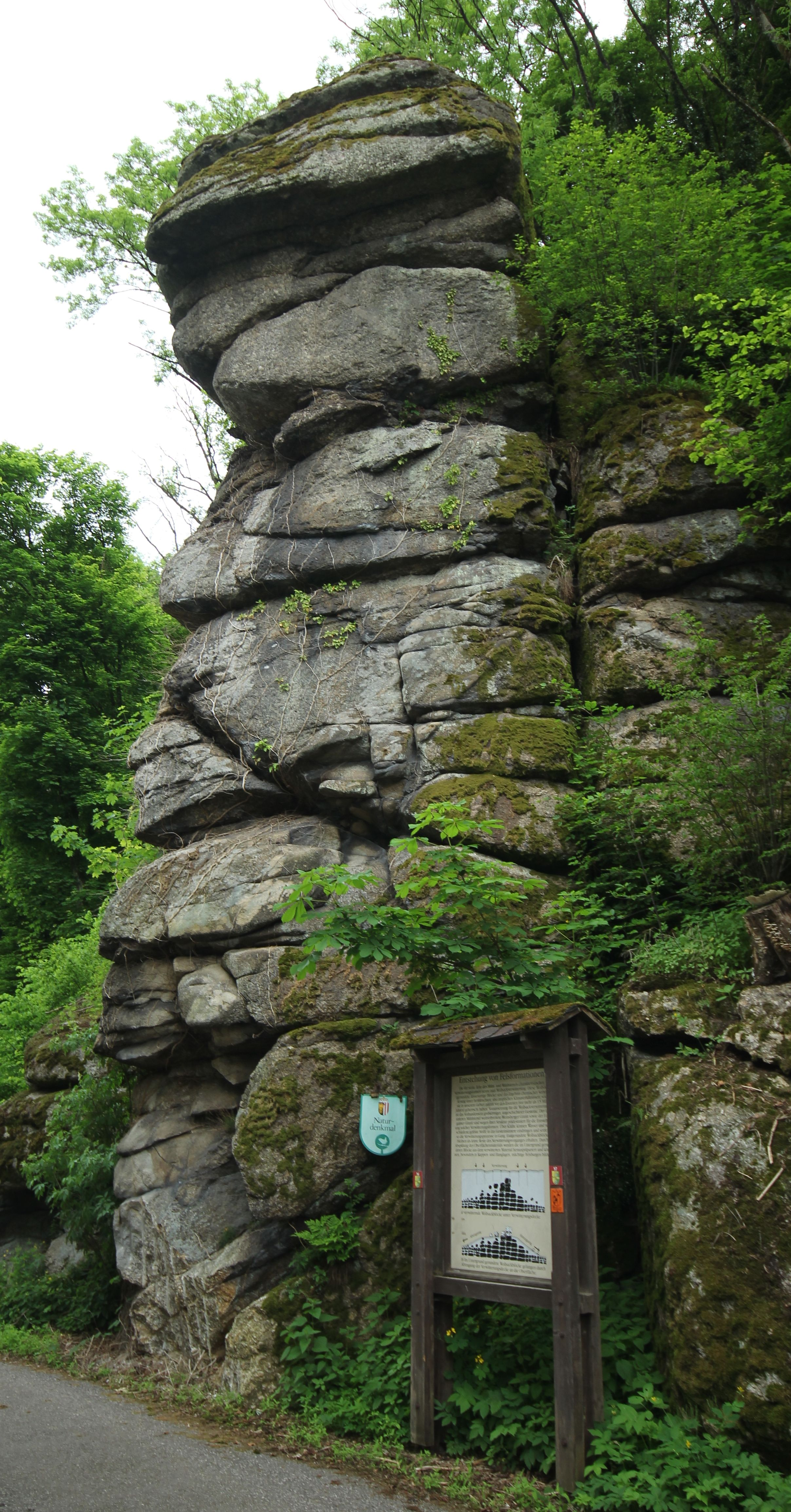
Der Leostein vom Taleingang gesehen

Der Leonstein (auch Leostein) befindet sich in der Gemeinde Klam im Bezirk Perg in Oberösterreich in der Klamschlucht.

## Beschreibung
Der Leonstein ist ein seit 1984 als Naturdenkmal ausgewiesenes Naturgebilde am nördlichen Eingang der Klamschlucht bei der Bergmayr-Mühle neben einem Wanderweg rund einen halben Kilometer südlich des Klamer Ortszentrums.
Es handelt sich um eine isoliert stehende, etwa 15 Meter hohe Wollsackverwitterung in Form eines Felsturms, die durch die erodierende Kraft des Wassers modelliert wurde und eine Fläche von etwa 50 Quadratmetern beansprucht. Der Felsturm ist Teil des zur Burg Clam ansteigenden Steilhanges und von Eschen- und Föhrenbestand umgeben. Weitere Felsgebilde in der näheren Umgebung reichen bezüglich ihrer Ausbildung und Größe nicht an den Leonstein heran. Durch das Zusammentreffen verschiedener magnetischer Gesteine (grob- und feinkörnige Granite) hat der Leonstein auch wissenschaftliche Bedeutung.